# The Very Best of Kiss
The Very Best of Kiss — сборник группы Kiss, вышел в 2002 году. В альбоме присутствуют песни группы, выходившие в разные годы их карьеры, некоторые из них группа исполняет на любом концерте.

## Список композиций
1. «Strutter» (Пол Стэнли, Джин Симмонс) — 3:13
  - Вокал: Пол Стэнли
  - Оригинальная версия в Kiss
2. «Deuce» (Симмонс) — 3:06
  - Вокал: Джин Симмонс
  - Оригинальная версия в Kiss
3. «Got to Choose» (Стэнли) — 3:56
  - Вокал: Пол Стэнли
  - Оригинальная версия в Hotter Than Hell
4. «Hotter Than Hell» (Стэнли) — 3:31
  - Вокал: Пол Стэнли
  - Оригинальная версия в Hotter Than Hell
5. «C’mon And Love Me» (Стэнли) — 2:59
  - Вокал: Пол Стэнли
  - Оригинальная версия в Dressed to Kill
6. «Rock and Roll All Nite» (Стэнли, Симмонс) (Live) — 4:04
  - Вокал: Джин Симмонс
  - Оригинальная версия в Alive!
7. «Detroit Rock City (Remix)» (Стэнли, Боб Эзрин) — 3:39
  - Вокал: Пол Стэнли
  - Оригинальная версия в Destroyer
8. «Shout It Out Loud» (Стэнли, Симмонс, Эзрин) — 2:50
  - Вокал: Пол Стэнли и Джин Симмонс
  - Оригинальная версия в Destroyer
9. «Beth» (Питер Крисс, Эзрин, Стэн Пенридж) — 2:48
  - Вокал: Питер Крисс
  - Оригинальная версия в Destroyer
10. «I Want You» (Стэнли) — 3:06
  - Вокал: Пол Стэнли
  - Оригинальная версия в Rock and Roll Over
11. «Calling Dr. Love» (Симмонс) — 3:46
  - Вокал: Джин Симмонс
  - Оригинальная версия в Rock and Roll Over
12. «Hard Luck Woman» (Стэнли) — 3:34
  - Вокал: Питер Крисс
  - Оригинальная версия в Rock and Roll Over
13. «I Stole Your Love» (Стэнли) — 3:05
  - Вокал: Пол Стэнли
  - Оригинальная версия в Love Gun
14. «Christine Sixteen» (Симмонс) — 3:14
  - Вокал: Джин Симмонс
  - Оригинальная версия в Love Gun
15. «Love Gun» (Стэнли) — 3:18
  - Вокал: Пол Стэнли
  - Оригинальная версия в Love Gun
16. «New York Groove» (Расс Баллард) — 3:03
  - Вокал: Эйс Фрэйли
  - Оригинальная версия в Ace Frehley
17. «I Was Made for Lovin' You» (Стэнли, Дезмонд Чайлд, Вини Понциа) — 4:31
  - Вокал: Пол Стэнли
  - Оригинальная версия в Dynasty
18. «I Love It Loud» (Симмонс, Винни Винсент) — 4:17
  - Вокал: Джин Симмонс
  - Оригинальная версия в Creatures of the Night
19. «Lick It Up» (Стэнли, Винсент) — 3:58
  - Вокал: Пол Стэнли
  - Оригинальная версия в Lick It Up
20. «Forever» (Стэнли, Майкл Болтон) — 3:52
  - Вокал: Пол Стэнли
  - Оригинальная версия в Hot in the Shade
21. «God Gave Rock 'n' Roll to You II» (Стэнли, Симмонс, Эзрин, Баллард) — 5:19
  - Вокал: Пол Стэнли и Джин Симмонс
  - Оригинальная версия в Revenge

## Позиции в чартах
Большинство песен были в американском чарте в одно время. Сам альбом достиг 52-го места в США.

## Состав
- Пол Стэнли — ритм-гитара (1-13,15,17-21), вокал (1,3-5,7-8,10,13,15,17,19-21),  первое гитарное соло (5,10,13), бас-гитара (15,17).
- Джин Симмонс — бас-гитара (1-14,18-19,21), ритм-гитара (14), вокал (2,6,8,11,14,18,21)
- Эйс Фрэйли — соло-гитара (1-17); ритм-гитара, бас-гитара и вокал (16)
- Питер Крисс — ударные (1-15), вокал (9,12)

Вместе с
- Винни Винсент — соло-гитара (18-19).
- Брюс Кулик — соло-гитара (20-21), бас-гитара и акустическое гитарное соло (20).
- Эрик Карр — ударные (18-20), бэк-вокал (21).
- Эрик Сингер — ударные (21).
- Энтон Фиг — ударные (16-17).

не представлены, но участвовали в записи:
- Дик Вагнер — акустическая гитара (9).
- Боб Эзрин - клавишные (9)
- Вини Понциа — клавишные и бэк-вокал (17)
- Эдди Крамер — клавишные (13-15)
- Филл Эшли - клавишные (20)